# Control per senyals elèctrics

Controls d'un avió

El control per senyals elèctrics, sovint conegut pel seu nom en anglès, fly-by-wire, és un sistema de control d'una aeronau que uneix, per una banda, les palanques i controls que maneja el comandant d'un avió, i per l'altra, els actuadors que mouen les superfícies aerodinàmiques de l'aparell, mitjançant sistemes elèctrics i/o electrònics.

## Origen
El factor determinant per aconseguir que el vol d'un avió s'efectuï de manera controlada va directament lligat a la capacitat que se li atorga al pilot o comandant per a actuar i fer que l'aeronau respongui a la seva voluntat. Aquest principi ja era present en el Flyer I dels germans Wright i en el 14-bis de Santos-Dumont, fent-ne possible realitzar petites maniobres de control.

## Variants
Un pas més en l'evolució dels sistemes de control embarcat de les aeronaus passa per la denominada fórmula del Fly-by-light, que no és res més que la conversió dels polsos elèctrics en polsos lluminosos i la seva posterior transmissió per fibra òptica, en lloc del convencional cablejat metàl·lic. D'aquesta manera es poden aconseguir fluxos de dades de major volum, menor sensibilitat a pertorbacions externes, i una notable reducció de pes i volum dels conductes de transmissió.